# Jeżówka purpurowa

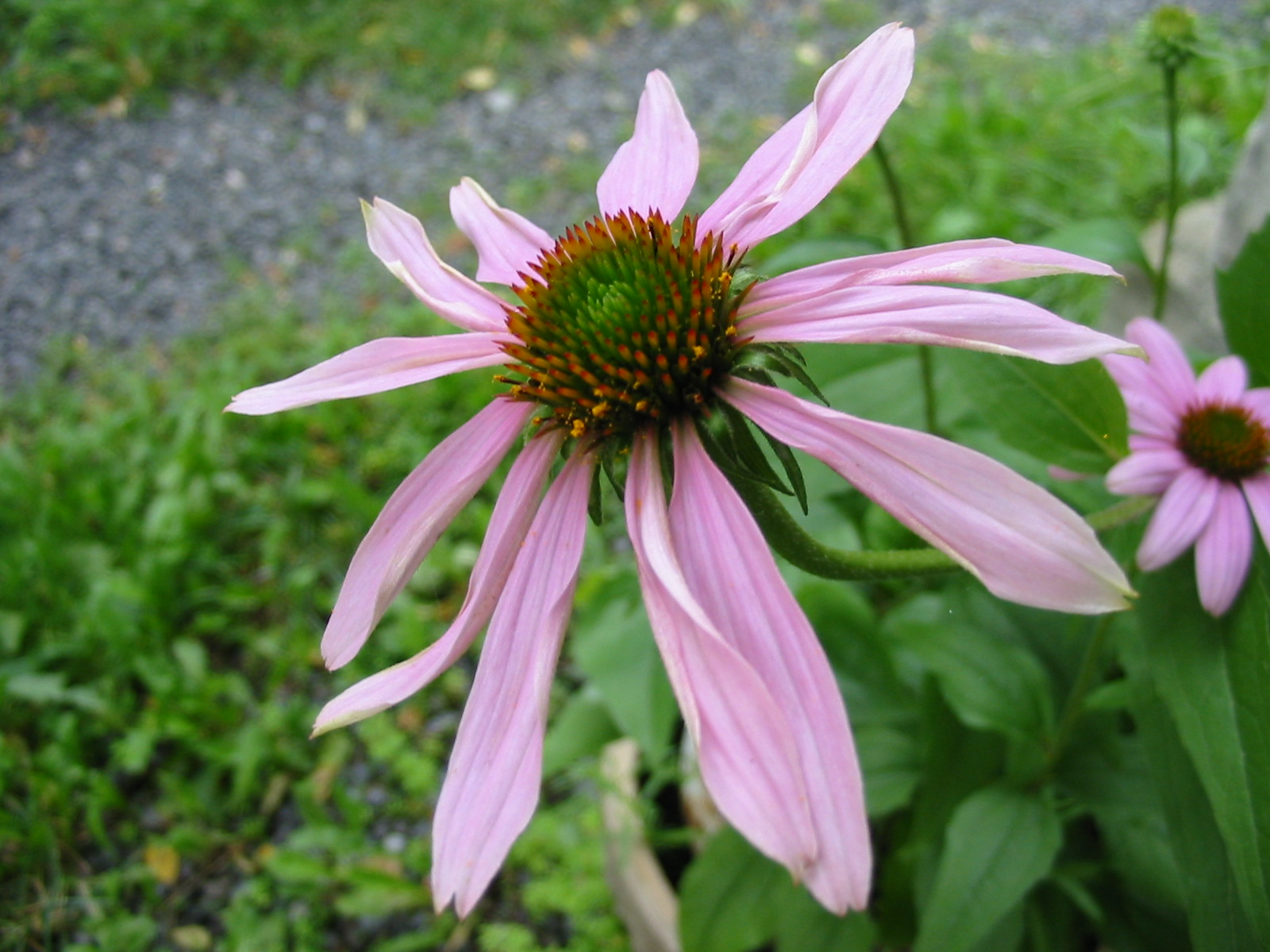
Kwiatostan

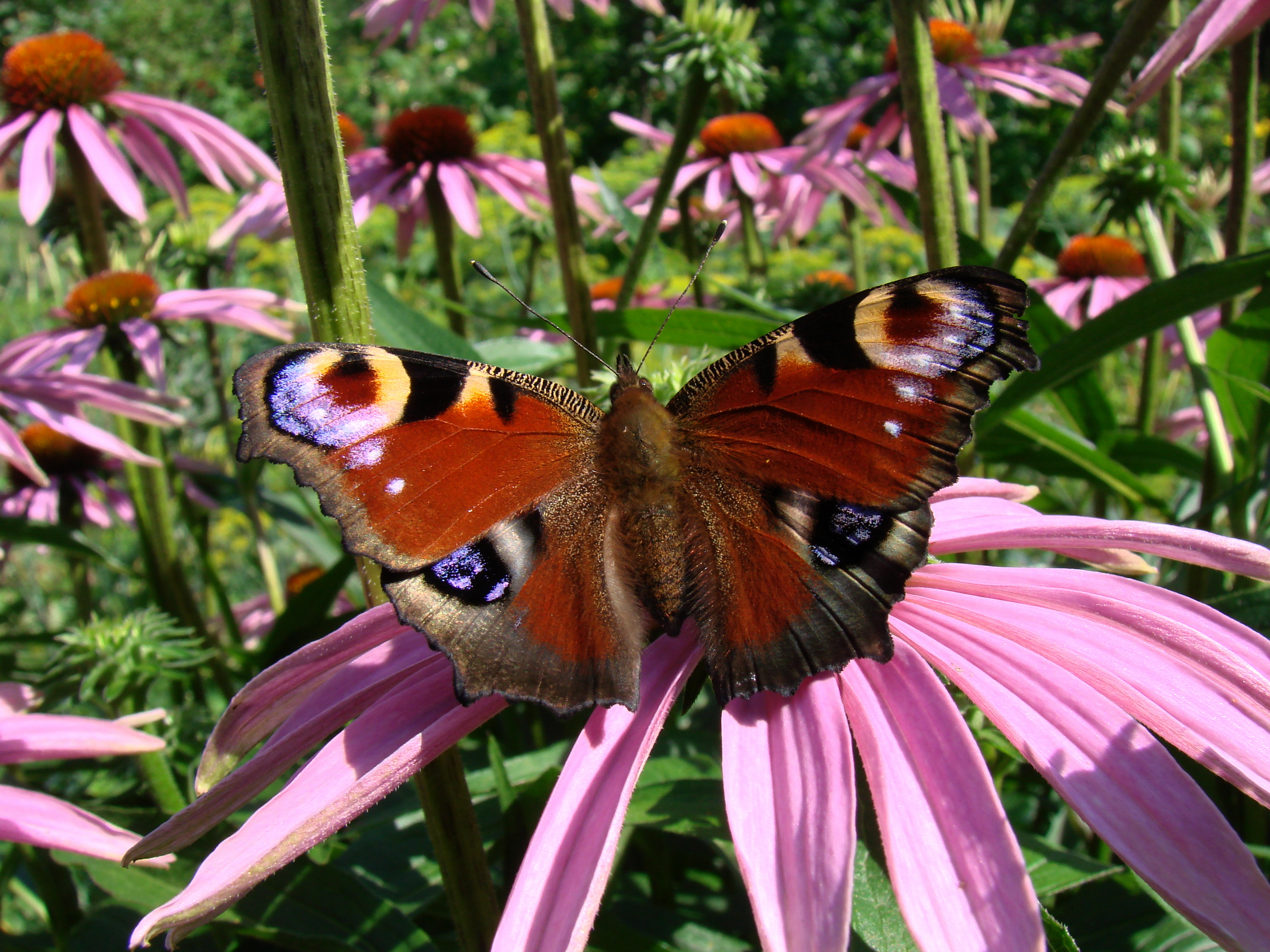
Rusałka pawik na kwiatostanie jeżówki purpurowej

Jeżówka purpurowa (Echinacea purpurea (L.) Moench.) – gatunek rośliny z rodziny astrowatych. Pochodzi z Ameryki Północnej. W Polsce gatunek uprawiany, według niektórych źródeł rzadko przejściowo dziczejący z upraw (efemerofit). Roślina lecznicza i ozdobna.

## Morfologia[6]
PokrójZielna bylina o wysokości 60–150 cm, rzadko do 180 cm.
ŁodygaŁodyga zielona do czerwonej, wzniesiona, nieznacznie rozgałęziona.
KorzeńKłącze o długości do 15 cm, rozgałęzione, czerwonawobrunatne do ciemnobrunatnego na powierzchni. Posiada liczne podstawy łodyg. W środku jest włókniste i białe. Liczne korzenie są spiralnie skręcone. Na powierzchni drobno poprzecznie pomarszczone.
LiścieNaprzemianległe, jajowate do lancetowato-jajowatych, nieregularnie ząbkowane, pomarszczone z obu stron, ciemnozielone z wyraźnymi jasnozielonymi nerwami. Blaszka liściowa jest gruba i błyszcząca.
KwiatyListki okrywy dużego koszyczka są ustawione w 2 lub 3 rzędach. Pełny osadnik kwiatostanowy jest lekko wypukły. Każdy z zewnętrznych, fioletowych, języczkowatych kwiatów (4–6 cm) i wewnętrznych fioletoworóżowych kwiatów rurkowatych jest przyrośnięty do czerwonawego, zaostrzonego i sztywnego przykwiatka, który wystaje ponad kwiaty rurkowate. Kielich jest zredukowany do bardzo małego wyrostka, jedna z działek ma do 1 mm długości. U odmian ozdobnych kwiaty są także w innych kolorach.

## Zastosowanie

### Roślina lecznicza
Surowiec zielarskiZiele jeżówki purpurowej (Echinaceae purpureae herba) – wysuszone, całe lub rozdrobnione kwitnące nadziemne części rośliny oraz korzeń jeżówki purpurowej (Echinaceae purpureae radix) – wysuszone, całe lub rozdrobnione podziemne części rośliny. Oba surowce powinny zawierać odpowiednio minimum 1,0% lub 0,5% sumy kwasu kaftarowego i kwasu cykoriowego.
Działanie i zastosowanieTradycyjnie stosowana w leczeniu objawów przeziębienia i grypy w celu skrócenia czasu infekcji dróg oddechowych oraz złagodzenia ich przebiegu. Ekstrakty stosuje się także we wspomaganiu działania układu odpornościowego.  Przeprowadzone badania pokazały, iż wyciągi nie mają wpływu na przebieg ani długość trwania przeziębienia. Istnieją też badania sugerujące iż przyjęcie leku bardzo wcześnie (przed pierwszymi objawami) może skrócić przebieg przeziębienia – jednakże nie jest to potwierdzone. W listopadzie 2009 opublikowano wyniki badań świadczące o przeciwwirusowym działaniu preparatów z tego gatunku w stosunku do wirusów grypy H5N1, H1N1 oraz H7N7. W lutym 2020 roku opublikowano badania, z których wynika, że wyciąg z jeżówki purpurowej ma inaktywujące działanie na koronawirusy w warunkach in vitro.

### Roślina ozdobna
W wielu krajach świata, również w Polsce jest uprawiana. Doskonale nadaje się na kwiat cięty, jest też uprawiana jako roślina rabatowa w ogrodach. Odmiana 'White Swan' ma duże, białe kwiaty języczkowe, 'Robert Bloom' ciemnoróżowe. Jeżówka przyciąga owady, zarówno pszczoły jak i motyle.

## Uprawa
Roślina w Polsce całkowicie odporna na mróz (strefy mrozoodporności 3-10) oraz na szkodniki i choroby. Rośnie najlepiej w miejscach nasłonecznionych lub lekko ocienionych. Wymaga żyznych gleb, umiarkowanie wilgotnych oraz próchniczych. Wskazane jest ściółkowanie. Po przekwitnięciu kwiatostany obcina się. Rozmnaża się przez podział albo przez sadzonki. Źle znosi przesadzanie. Zalecane jest podwiązywanie rośliny, by nie kładła się.